# Moore Station
Moore Station è un centro abitato degli Stati Uniti d'America situato nella contea di Henderson dello Stato del Texas.
La popolazione era di 201 persone al censimento del 2010.

## Geografia fisica
Moore Station è situata a 32°11′14″N 95°33′47″W (32.187284, -95.562964).
Secondo lo United States Census Bureau, ha un'area totale di 1,3 miglia quadrate (3,4 km²).

## Società

### Evoluzione demografica
Secondo il censimento del 2000, c'erano 184 persone, 69 nuclei familiari e 52 famiglie residenti nella città. La densità di popolazione era di 142,1 persone per miglio quadrato (55,1/km²). C'erano 78 unità abitative a una densità media di 60,2 per miglio quadrato (23,3/km²). La composizione etnica della città era formata dal 1,09% di bianchi e il 98,91% di afroamericani.
C'erano 69 nuclei familiari di cui il 42,0% aveva figli di età inferiore ai 18 anni, il 43,5% aveva coppie sposate conviventi, il 24,6% aveva un capofamiglia femmina senza marito, e il 24,6% erano non-famiglie. Il 24,6% di tutti i nuclei familiari erano individuali e l'11,6% aveva componenti con un'età di 65 anni o più che vivevano da soli. Il numero di componenti medio di un nucleo familiare era di 2,67 e quello di una famiglia era di 3,13.
La popolazione era composta dal 27,7% di persone sotto i 18 anni, il 7,6% di persone dai 18 ai 24 anni, il 23,4% di persone dai 25 ai 44 anni, il 23,9% di persone dai 45 ai 64 anni, e il 17,4% di persone di 65 anni o più. L'età media era di 41 anni. Per ogni 100 femmine c'erano 84,0 maschi. Per ogni 100 femmine dai 18 anni in giù, c'erano 87,3 maschi.
Il reddito medio di un nucleo familiare era di 28.393 dollari e quello di una famiglia era di 26.875 dollari. I maschi avevano un reddito medio di 18.125 dollari contro i 17.143 dollari delle femmine. Il reddito pro capite era di 9.378 dollari. Circa il 16,9% delle famiglie e il 18,1% della popolazione erano sotto la soglia di povertà, incluso il 22,2% di persone sotto i 18 anni di età e il 20,0% di persone di 65 anni o più.